# Вентцель, Николай Николаевич
Николай Николаевич Ве́нтцель (30 декабря 1855 [11 января 1856], Санкт-Петербург — 6 февраля 1920, Петрозаводск) — русский прозаик, поэт, драматург, переводчик. Печатался под псевдонимами Бенедикт, Н. Н. Юрьин, Н. Ю-н, Н. В., Фуриозо, Жак-Меланхолик и др.
Брат педагога и философа К. Н. Вентцеля.

## Биография
Родился в дворянской семье. Отец, Николай Адольфович Вентцель (1827—1908) — прибалтийский немец, выслуживший чин действительного статского советника. Семья из-за перемещений отца по службе жила в Одессе, Варшаве, Вильне; в Санкт-Петербурге Н. А. Вентцель служил столоначальником в канцелярии Петербургского генерал-губернатора.
Николай Николаевич Вентцель в 1874 году поступил в Медико-хирургическую академию, год спустя перешёл на естественное отделение физико-математического факультета Петербургского университета, а затем — на юридический факультет. В 1881 году окончил курс и был зачислен кандидатом на судебные должности при Московском окружном суде.

#### Служебная деятельность
С 1883 года — помощник присяжного поверенного. В 1885 году по болезни оставил адвокатскую практику.
Жил в Киеве, Санкт-Петербурге, в 1886—1887 гг. — за границей. В 1888 году вернулся на службу — делопроизводитель, а затем чиновник особых поручений (с 1899) в канцелярии Министерства путей сообщения, в котором работали также и его два брата. В 1914 году в чине действительного статского советника вышел в отставку.

#### Литературная деятельность
Первая его публикация — перевод стихов белорусско-польского поэта В. Сырокомли «Неграмотный» (журнал «Пчела». — 1877. — № 37). Затем его стихи печатались в журналах «Пчела», «Стрекоза», «Звезда». В 1881—1886 годах он переводил оперные либретто. Совместно с С. И. Мамонтовым написал пьесу «Алая роза» для домашней сцены в Абрамцеве. С 1888 года регулярно публиковал в газете «Неделя» фельетоны под общим названием «Житейские наброски» (подпись Н.В.). Первое крупное произведение Н. Вентцеля — повесть «В надежде славы и добра», отразило адвокатский опыт автора. В 1896 году вышла повесть «Искатель новых впечатлений» из жизни московского купечества. Большое число рассказов и повестей Вентцеля вошло в его сборник «Чужая жизнь» (СПб, 1900). Печатался в альманахе «Денница», в журналах «Жизнь», «Север», «Новая иллюстрация», «Русская мысль», «Слово», в «Биржевых ведомостях». В прозе Вентцель выступает как наблюдательный бытописатель, по словам А. П. Чехова «большой насмешник» (Письма, V, 172), реалистические зарисовки часто сочетались у него с анекдотическим сюжетом.
С 1899 года он входил в состав кружка поэтов «Вечера К. К. Случевского» (в 1919 году — его председатель), выступал на заседаниях кружка как поэт-юморист, печатался в его журнале «Словцо» (1899—1900), писал эпиграммы и стихи «на случай». В 1901 году написал басню «Голуби-победители» по поводу отлучения Л. Н. Толстого от церкви (распространялась в списках и зарубежных изданиях без указания автора). С начала 1900-х годов регулярно публиковал в газете «Новое время» сатирические стихи на злободневные темы, а также рецензии на литературные новинки (подпись — Н. Юрьин), новогодние обзоры русской литературы. Неопределенность положительной программы, ирония и скепсис поэзии Вентцеля сделали её приемлемой как для «Нового времени», так и для составителей революционного сборника «В борьбе», включивших в него басню «Четыре масти» (выпуск 1, СПб, 1906). Вентцель получил репутацию мастера каламбурной рифмы. Достоинства его стихов отмечали Р. М. Рильке (письмо к П. Д. Эттингеру от 10 ноября 1900 — ВЛ, 1975, № 9, стр. 236) и А. А. Блок (VI, 313).
Как драматург выступил в 1890-е годы: бытовые комедии «По внушению», (М., 1895), «Бифштекс по-гамбургски» (М., 1896). В 1904 году написал пьесу «Сестра мадам Европы» (поставлена на раутах редакции «Нового времени» — один из первых опытов политической сатиры на сцене. После 1908 года Вентцель постоянный автор театра «Кривое зеркало», где наибольшим успехом пользовалась пародирующая символистскую драматургию пьеса «Лицедейство о господине Иванове» (СПб, 1912), выдержавшая более 50 представлений в один сезон. Вентцель писал пародии и на конкретные произведения, см., например, «Сумбурный поток» («Театральная газета», 1905, 22 янв.) — на нашумевшую пьесу А. И. Косоротова «Весенний поток». Для сатирической драматургии Вентцеля наиболее характерна аллегория «Гишпанский замок» (СПб., 1907), написанная для петербургского Малого театра. Создал для детей несколько стихотворных произведений и драматическую сказку «Несмеяна» (СПб, 1912; 2-е изд. по рекомендации А. А. Блока, П.-М., 1919).
После Октябрьской революции 1917 года недолго работал в театральном отделе Наркомпроса.

## Семья
Жена — Мария Ильинична Вентцель, урожденная Пузыревская (1869—1938), дочь киевского отдельного цензора по иностранной и внутренней цензуре, племянница драматурга Н. В. Кукольника и двоюродная сестра учёного-гидротехника Н. П. Пузыревского.
Сын — театральный актёр, режиссёр и популярный в 1920-е годы драматург Ю. Н. Юрьин (настоящая фамилия — Вентцель; 1889—1927).